# Egist
Egist (en grec antic Αίγισθος Aigistos) va ser, segons la mitologia grega el fruit de les relacions incestuoses de Tiestes i de la seva filla, Pelopea.
Tiestes havia estat desterrat de Micenes pel seu germà Atreu, l'assassí dels seus fills i vivia a Sició. Desitjós de venjar-se, consultà l'oracle, que li va revelar que el venjador seria un fill seu i de la seva pròpia filla. Una nit, quan la noia tornava d'una celebració en honor de Sició, Tiestes la va violar en secret i després desaparegué. Durant la violació, Pelopea li agafà l'espasa que més tard el delataria. Posteriorment, Atreu es va casar amb Pelopea, sense saber qui era la noia. Ella havia abandonat el seu fill incestuós, Egist, tot just néixer, i el volia recuperar. El van trobar finalment a casa d'uns pastors que l'havien recollit i l'havien criat amb llet de cabra, i d'aquí el seu nom, Egist ve de la paraula grega αίξ, que vol dir cabra. Atreu s'emportà el nen i l'educà com si es tractés del seu mateix fill. Quan va créixer, l'envià a Delfos a buscar Tiestes amb l'ordre de portar-lo presoner, ja que es proposava donar-li mort. Egist va acomplir l'ordre i va retornar portant Tiestes amb ell. Llavors, Atreu va manar executar el seu germà. Però quan Tiestes va veure l'espasa que portava Egist, el va interrogar sobre la seva procedència i Egist respongué que la hi havia donat la seva mare. Tiestes suplicà que li portés a Pelopea i li va revelar el secret del naixement d'Egist. Horroritzada per l'incest, ella prengué l'espasa i es va donar mort. Prenent novament l'espasa ensangonada, Egist cercà Atreu i el va matar (complint la profecia de l'oracle).
A la mort d'Atreu, Tiestes esdevingué rei de Micenes i n'expulsà els seus nebots, Agamèmnon i Menelau. Aquests s'exiliaren a Esparta, on es casaren amb les filles del rei, Helena i Clitemnestra. A la mort del rei d'Esparta, Menelau, que havia estat adoptat com a hereu, pujà al tron. Llavors, ajudà el seu germà a expulsar Tiestes de Micenes i a esdevenir rei ell també.
Durant la Guerra de Troia, Egist, que s'havia quedat a Grècia, intentà seduir Clitemnestra, esposa del rei Agamèmnon, al principi infructuosament, mentre ella va tenir al seu costat a l'aede Demodoc. Més tard, Egist el va poder apartar i ella cedí i visqueren junts fins a la tornada d'Agamèmnon. Egist havia col·locat espies a la costa per estar informat de l'arribada del rei, i quan Agamèmnon va arribar el va rebre amb grans mostres d'amistat i d'alegria. Li va oferir un banquet de benvinguda durant el qual Clitemnestra i Egist l'assassinaren, juntament amb el seu auriga Eurimedont. Segons una altra versió, quan Agamèmnon va tornar de la guerra,va prendre's un bany, Clitemnestra li va oferir una poma i li va llençar una xarxa a sobre, i en aquell precís moment Egist va aprofitar l'ocasió per matar-lo. Finalment, Egist regnà durant set anys amb Clitemnestra a Micenes, fins que Orestes, fill d'Agamèmnon, l'assassinà en venjança.
Egist va tenir dos fills, Aletes i Erígone.